# Battlefield 2042
Battlefield 2042 ist ein Ego-Shooter, der von EA DICE entwickelt und von Electronic Arts veröffentlicht wurde. Es ist der dreizehnte Teil der Battlefield-Serie. Das Spiel erschien am 19. November 2021 für Microsoft Windows, PlayStation 4, PlayStation 5, Xbox One und Xbox Series.

## Handlung
Battlefield 2042 spielt im Jahr 2042, in der sich die Welt nach Jahrzehnten des Klimawandels in der größten Krise der Menschheitsgeschichte befindet. So habe weitreichender Ressourcenmangel eine Weltwirtschaftskrise ausgelöst und die Europäische Union hat sich nach dem Staatsbankrott Deutschlands aufgelöst. Letztlich werden 1,2 Milliarden Menschen staatenlos und als sogenannte „No-Pats“ (Non-Patriated) bezeichnet. Die Supermächte USA und Russland heuern in einem Krieg um die verbleibenden Rohstoffe No-Pats als Söldner an.
Im Spiel selbst spielt diese Handlung jedoch praktisch keine Rolle, sie wird lediglich im Trailer und in Blog-Posts erzählt.

## Entwicklung
Das Spiel wurde von Serienentwickler EA DICE mit Unterstützung von Ripple Effect, EA Gothenburg und Criterion Games entwickelt. Laut eigenen Angaben arbeitete das größte Entwicklerteam an dem Spiel, das je für einen Ableger der Serie zusammengestellt wurde. Die Produktion des nächsten Need-for-Speed-Spiels wurde von Criterion Games pausiert, um DICE bei der Entwicklung zu unterstützen.
Mit einiger Verspätung erschien am 9. Juni 2022 die erste Season „Zero Hour“. Zeitgleich wurde eine neue Map („Exposure“) veröffentlicht. Am 30. August 2022 veröffentlichte DICE die zweite Season unter dem Titel „Master of Arms“. Am 22. November 2022 lancierte man Season 3 „Escalation“. Jede neue Season bietet erweiterte Spielinhalte, neue Waffen und Fahrzeuge sowie die Möglichkeit, insgesamt 100 „Battle Pass Level“ freizuschalten, die ihrerseits neue Waffen- oder Fahrzeugskins oder ähnliches enthalten können.
Bei Erscheinen waren sieben Mehrspieler-Karten enthalten: Sanduhr (‚Hourglass‘), Ausrangiert (‚Discarded‘), Frachtliste (‚Manifest‘), Kaleidoskop (‚Kaleidoscope‘), Orbital (‚Orbital‘), Umbruch (‚Breakaway‘) und Neuanfang (‚Renewal‘). Mit jeder weiteren Season wurde eine neue Karte veröffentlicht. Mit Season 1 erschien Kontakt (‚Exposure‘), mit Season 2 Gestranded (‚Stranded‘) und mit Season 3 Speerspitze (‚Spearhead‘). In Season 4 kam zudem Brennpunkt (Flashpoint), in Season 5 Zurückerobert (Reclaimed), in Season 6 Geheim (Redacted), in Season sieben Stadion (Stadium) sowie Hafen (Haven).

## Spielprinzip
Battlefield 2042 bietet insgesamt 14 Spezialisten der 4 Klassen, je mit einem eigenen Klassen-Gadget, Sturmsoldat (Assault) Medizinstift, Pioneer (Engineer) Reperaturwerkzeug, Sanitäter (Medic) Defibrillator und Aufklärer (Sniper) Funkfeuerabsetzung. Jeder Spezialist bietet einzigartige Fähigkeiten und Gadgets. Es gibt drei Kategorien von Fahrzeugen in Battlefield 2042, die persönlichen Fahrzeuge, die amerikanischen, sowie die russischen Fahrzeuge. Jedes Fahrzeug bietet individuelle Funktionen im Kampf und Transport von Truppen.

## Rezeption
Unmittelbar nach seiner Veröffentlichung erhielt Battlefield von vielen Käufern negative Kritiken. Über die eingehenden Nutzerbewertungen rutschte das Spiel nach fünf Tagen auf Platz neun der zehn am schlechtesten bewerteten Spiele auf der Vertriebsplattform Steam. Kritisiert wurden Bugs, Glitches, schlechte Bildraten und auch, dass beim Nachladen das Spiel nicht immer zuverlässig reagiere. Aus den Vorgängern bekannte Funktionen würden fehlen oder seien im Vergleich schlechter umgesetzt. Lange Listen zu Mängeln und Downgrades wurden von Käufern auch auf Reddit zusammengetragen. Darunter Einzelheiten wie Deckung auf den Karten, zerstörbare Objekte, die fehlende Möglichkeit, seinen Trupp manuell zu wählen, die Skalierung der Karten oder Schwächen des Nutzerinterfaces. Das Spiel habe allerdings auch weitaus tiefgreifendere Probleme, denn bereits grundlegende Design-Entscheidungen seien misslungen. So stellen viele Aspekte des Spiels einen Bruch mit grundlegenden Aspekten der Serie dar, so zum Beispiel das abgeschaffte Klassensystem, das nun durch sogenannte Specialists (ähnlich wie in Tom Clancy’s Rainbow Six Siege) ersetzt wurde oder die auf Coolness getrimmte und an Fortnite erinnernde Aufmachung des Spiels. Kritik fand auch die Entscheidung, die eigentliche Story lediglich im Trailer und in einem Blog zu erzählen.
Die Spielezeitschrift GameStar zeigte sich nicht überrascht angesichts vieler Probleme, die sich bereits im Vorfeld der Veröffentlichung und insbesondere in der Early-Access-Phase abgezeichnet hatten. Die Ausprägung sei für ein Battlefield aber dennoch bemerkenswert. Die internationale Presse beurteilte laut Metacritic die PC-Version mit einer Durchschnittswertung von 73 Punkten zwar insgesamt deutlich milder, aber auch hier übten die Tester teils harte Kritik an den technischen Mängeln.